# Adiós, entusiasmo
Adiós, entusiasmo es una película de coproducción argentina-colombiana de drama psicológico, dirigida por Vladimir Durán sobre su propio guion escrito en colaboración con Sacha Amaral. Está protagonizada por Camilo Castiglione, Laila Maitz, Verónica Llinás, Mariel Fernández, Martina Juncadella, Rosario Bléfari, Valeria Valente, Vladimir Durán, Lucas Besasso y Silvia Cobelo. Fue estrenada comercialmente en Argentina el 15 de marzo de 2018. 

## Reparto
Intervinieron en el filme los siguientes intérpretes:
- Camilo Castiglione como Axel.
- Laila Maitz como Alicia.
- Mariel Fernández como Antonia.
- Martina Juncadella como Alejandra.
- Rosario Bléfari como voz de  Margarita.
- Valeria Valente como Margarita en set y colaboración autoral.
- Verónica Llinás como Marta.
- Vladimir Durán como Bruno.
- Lucas Besasso como Ricardo.
- Silvia Cobelo como Silvia Cobelo.

## Sinopsis
Axel, de diez años, vive con su madre y sus tres hermanas en un apartamento en Buenos Aires como una familia muy normal, si no fuera porque la madre está encerrada.